# Ми-2
Ми-2 (НАТО класификација ) је мали, лако наоружани транспортни хеликоптер, који се може користити и за пружање блиске подршке трупама на земљи.

## Пројектовање и развој
У јануару 1961. године, ОКБ Миљова (Конструкциони Биро Миљ) је ваздухопловној комисији представила модел хеликоптера В-2, која га је одобрила и одлучила да произведе два прототипа. Један од прототипова требао је бити произведен у транспортној верзији, а други у пољопривредној верзији. Прототип В-2 хеликоптера полетео је први пут 22. септембра 1961. После неколико месеци летачких испитивања испоставило се да није била добра одлука да се употребе многи делови старог хеликоптера Мил Ми-1. Постепено су замењени оба ротора, као и преносни систем и други спољни делови хеликоптера. Први прототип је предат на државна ваздухопловна испитивања у октобру 1961. Други прототип полетео је у фебруару 1962. Државна ваздухопловна комисија је 20. септембра 1963. званично одобрила масовну производњу новог хеликоптера Ми-2.

## Технички опис
Tруп хеликоптера Ми-2 може се поделити у две целине, и то сам труп и задњу (репну) греду. Труп се састоји од три дела — прамца са кокпитом, теретне кабине и погонске групе. Предњи део трупа укључује прамац са кокпитом. Кокпит је повезан са прамцем и теретном кабином. У кокпиту је управљач. Пилот седи лево, у десном делу је место за навигатора лета или путника. Са обе стране трупа се налазе врата и по три велика прозора. Резервоар за гориво налази се испод кабине. Два додатна резервоара за гориво запремине 238 литара могу се поставити на бочне стране трупа. Изнад трупа кабине смештена је погонска група.
Погонска група овог хеликоптера се састоји од два Изотов ГТД-350 турбо осовинска мотора, редуктора, хидрауличног система, стартера, генератора струје, главе ротора, ротора са три крака и других система.
Задња греда неправилног је кружног пресека и спојена је са теретном кабином, постепено се сужава. Кроз њу пролази осовина преноса балансирајућег ротора и уже репног стабилизатора.
Стајни трап је трицикл типа (једана прења нога и две позади). На предњој нози стајног трапа точак је дуплиран.

## Оперативна употреба
Ми-2 је један од првих совјетских хеликоптера који су произведени у великом броју. Први прототип хеликоптера полетео је 1961]]. године. Захваљујући новим турбинама које је развио С. П. Изотов, Ми-2 је имао много боље карактеристике од [[Ми-1. Од 1964. године целокупни производни капацитети пребачени су у Пољску. Произвођен је у 24 варијанте, све до 1981, темпом од 300 примерака годишње. Укупно их је произведено око 7200.
У току производње Ми-2 је доживео бројне модификације. Модел Ми-2М имао је широки труп који је могао да прими 10 путника, а неке верзије су чак биле наоружане и противоклопним ракетама АТ-3 и АТ-5 као и ракетама ваздух-ваздух типа Стрела 2. Остале варијанте хеликоптера биле су намењене евакуацији рањеника, спасавању, извиђању и геолошким истраживањима.
Године 1965. уведен је у оперативну употребу у Совјетско ратно ваздухопловство. Поред Совјетског Савеза користила су га ваздухопловства земаља Варшавског уговора и других земаља као што су Мексико и Мјанмар.
Наоружане варијанте овог хеликоптера углавном је користило Пољско ратно ваздухопловство као и ваздухопловство Источне Немачке (само варијанте наоружане митраљезима и невођеним ракетама).

## Коришћење у Југославији
За потребе Југословенске РВ и ПВО 1969. године купљено је 15 хеликоптера МИ-2. Намена првих 12 хеликоптера Ми-2 је била пре свега обука пилота хеликоптера у Ваздухопловној Војној Академији (ВВА) а служили су и за транспортне и курурске послове као и за потребе санитета. Осам од ових хеликоптера је имало једноструке команде а четири су била са дуплим командама. Три хеликоптера Ми-2 су поручена као путничка са дуплим командама а испоручена су јануара 1970. године. Намена ових хеликоптера је била превоз важних особа.
Због ниске поузданости и кратких ресурса мотора већ 1976. године ови хеликоптери су потпуно замењени у области обуке пилота модернијим и поузданијим хеликоптерима „Газела”. Почеком 80-тих година приземљени су сви (преостало 10) хеликоптери Ми-2. У пероду од 1982. до 1985. године извршене су замене новим моторима ИТД-350IV тако да су овим хеликоптерима продужени ресурси.
Пет хеликоптера Ми-2 су од 1985. године укључени у националну мрежу хитне помоћи на путевима. Ове хеликоптере је Ауто мото савез Југославије (АМСЈ) опремио медицинским сетовима тако да су могли да пренесу једну тешко повређену особу две лакше повређене у седећем стању, једног лекара и медицинског техничара. Летилица је била опремљена свом неопходном медицинском опремом тешком 140 kg, за праћење током превоза уз одржавање виталних функција повређених. Ови хеликоптери су били офарбани жутом бојом, имали су ознаку црвеног крста и амблеме АМСЈ.
Дефинитивно повлачење хеликоптера Ми-2 из војне употребе у Југославији је обављено 1989. године. Преостали расходовани хеликоптери су преведени у учила и музејске експонате.
Након овог периода неки од војних Ми-2 су откупили приватници за своје потребе. Увезено је још 5 хеликоптера овог типа али нема података о њиховом коришћењу.

## Корисници
| - Авганистан - Албанија - Алжир - Јерменија - Азербејџан - Белорусија - Бугарска - Мађарска | - Пољска - Перу - Мексико - Мјанмар - Чехословачка - Чешка - Џибути - Југославија | - Србија - Естонија - Етиопија - Камбоџа - Грузија - Совјетски Савез - Русија - Украјина |